# Хлебников, Юрий Константинович
Ю́рий Константи́нович Хле́бников (1900, Варшава — 1976, Москва) — полярный капитан, участник Великой Отечественной войны. Обладатель нескольких государственных наград СССР (в том числе ордена Нахимова). Командовал различными ледоколами.

## Биография
Родился в Варшаве, в семье военного топографа. Проходя обучение в Морском кадетском корпусе, принимал участие в боевых действиях Первой мировой войны на эсминце «Десна».
После установления Советской власти служил на различных кораблях, в том числе на эсминце «Капитан Юрасовский», ледоколе «Степан Макаров» (штурман дальнего плавания), ледокольном пароходе «Георгий Седов» (старший помощник).
В 1934—1936 годах командовал ледокольным пароходом «Александр Сибиряков». В 1936 году ледорез «Фёдор Литке» под его командованием впервые в истории осуществил проводку кораблей Балтийского флота Северным морским путём с запада на восток за одну навигацию.
Во время Великой Отечественной войны Хлебников командовал ледоколом «Литке», л/п «А. Микоян», ледоколом «Северный ветер». В 1943 году был направлен в США с целью контроля постройки ледоколов.
В 1948 году арестован и осуждён по ложному обвинению на 10 лет лишения свободы. Находился в заключении в Воркуте, работал в угольных шахтах. Полностью реабилитирован в 1957 году (после XX съезда КПСС).
После реабилитации продолжал работать капитаном Мурманского морского пароходства (ледокол «Капитан Белоусов»).
Умер в 1976 году, похоронен в Москве на Николо-Архангельском кладбище.

## Награды
- Орден Ленина
- Орден Нахимова II степени (02.12.1945)
- Орден Отечественной войны I степени (12.4.1945)
- Орден Трудового Красного Знамени

Присуждены звания лучшего капитана Министерства морского флота СССР, почётного работника морского флота, почётного полярника.

## Память
В честь Ю. К. Хлебникова названы:
- остров в Карском море (в группе островов Известий ЦИК)[4]
- мыс в заливе Русская Гавань на острове Северном (архипелаг Новая Земля)[4]
- ледокол «Капитан Хлебников»